# Portugalské hrabství
Portugalské hrabství byl středověký stát na Pyrenejském poloostrově předcházející Portugalskému království a účastnící se pyrenejské reconquisty proti Maurů. Z pohledu dějin současného Portugalska ho lze rozdělit do dvou období: prvního hrabství, které trvalo v letech 868 až 1071, a následně druhého 1093–1139.

## Dějiny

### První Portugalské hrabství
První Portugalské hrabství (Condado de Portucale) založené Vímarou Peresem po dobytí Porta roku 868.

### Druhé Portugalské hrabství
Druhé Portugalské hrabství (Condado Portucalense) založené roku 1093 během vlády Alfonse VI. Kastilského a nabídnuto Jindřichu Burgundskému.